# Oskar – Gehen, wenn’s am schönsten ist
Oskar – Gehen, wenn’s am schönsten ist, ist eine deutsche Independent Screwball-Komödie von Marlene und Thomas Schwedler mit Jo Weil und Magdalena Steinlein in den Hauptrollen. In weiteren Rollen: Jutta Speidel, Markus Pfeiffer, Gerd Lohmeyer und Christine Grant. Premiere hatte der Film bei den Independent Days in Karlsruhe am 21. April 2018. Seit Mai 2019 ist die Komödie auf diversen Streaming-Portalen zu sehen.

## Handlung
Der etwas verschrobene, aber liebenswerte Buchhändler Oskar ist zufrieden in seiner kleinen Welt. Er liebt seine Bücher und schwärmt für die unerreichbare Schauspielerin Yvonne, die zusammen mit ihrer Mutter und Managerin Danuta in einer Villa um die Ecke wohnt. Das Einzige, was sie verbindet, sind die Pakete, die sie regelmäßig in seinem Antiquariat abholt.
Alles ändert sich, als Oskar erfährt, dass er unheilbar krank ist und nur noch vier Wochen zu leben hat. Hinter dem Rücken seines geldgierigen Bruders kündigt er seine Lebensversicherung und macht Yvonne ein unmoralisches Angebot: Für jeden Tag, den sie mit ihm verbringt, bezahlt er ihr 5000 Euro.
Kann daraus Liebe entstehen?
Oskar hat nicht mit seinem Bruder gerechnet, ebenso wenig mit Danuta, Alle sind scharf auf sein Geld. Und als wäre dem nicht schon genug, sorgen zwei weitere Gestalten für Verwirrung: Vilo, das World Mission-Kind aus Simbabwe und Onkel Oskar, der singende LKW Fahrer …

## Produktion
Produziert wurde der Film von artcom film München.